# War Machine/Rock And Roll Hell
War Machine/Rock And Roll Hell è un singolo del cantante rock canadese Bryan Adams, pubblicato come singolo nel 2024. Singolo doppio lato A, con due canzoni co-scritte da Bryan Adams per l'album dei Kiss del 1982 Creatures of the Night, è il suo primo singolo ufficiale, in edizione limitata, con la sua etichetta indipendente Bad Records.

## Descrizione
Nel 1981 Adams ha ricevuto una chiamata dal produttore Michael James Jackson, gli chiese se aveva piacere di scivere per i Kiss, Adams accettò volentieri, in quel periodo era un giovane cantautore di 22 anni agli inizi della sua carriera. War Machine nasce durante l'incontro fra Adams e la band dei Kiss, Gene Simmons fece ascoltare ad Adams un riff di basso, da quel riff Adams e Jim Vallance cercarono di pensare a un tema che potesse corrispondere al riff, ad Adams gli venne in mente il titolo, che in realtà era un omaggio a un personaggio dei fumetti War Machine.
Il co-autore Jim Vallance ha scritto la versione originale di Rock And Roll Hell da solo, ed è stata registrata per la prima volta dal gruppo musicale canadese Bachman-Turner Overdrive per il loro album del 1979 Rock n' Roll Nights. Adams convinse Vallance di adattarla insieme per i Kiss.

## Video musicale
Il video di War Machine è stato di diretto da Adams e dal grafico Ben Ib. Il regista Dick Carruthers ha diretto il video Rock And Roll Hell, che è stato registrato sul tetto della Royal Albert Hall di Londra.

## Tracce
7" Single
Testi e musiche di Bryan Adams, Gene Simmons e Jim Vallance.
1. War Machine – 3:32
2. Rock And Roll Hell – 3:18

## Formazione
- Bryan Adams — voce, chitarra
- Jim Vallance — basso, batteria
- Keith Scott — chitarra

### Produzione
- Bryan Adams — produzione
- Hayden Watson e Jim Vallance — mix engineer, ingegneria del suono
- Brian Lee e Bob Jackson — ingegneria di mastering